# Последний день (Доктор Кто)
Последний день (англ. The Last Day) — мини-эпизод британского научно-фантастического телесериала «Доктор Кто». Его премьера состоялась 21 ноября 2013 года на сервисах BBC iPlayer и YouTube как часть масштабного проекта по празднованию 50-летней годовщины сериала.

## Синопсис
Все события мини-эпизода показаны глазами (в буквальном смысле) солдата-новобранца, которому предстоит стать на защиту Аркадии, «самого безопасного места на Галлифрее», в первый день Войны времени. Главному герою устанавливают т. н. «головную камеру» — устройство видео- и аудиозаписи, связанное непосредственно с мозгом — а также сообщают о риске возникновения галлюцинаций, очень похожих на смертельные предзнаменования. После смерти все записи загружаются на «диск семьи» погибшего.
Позже новобранец встречает своего командира, который продолжает инструктаж. Тот рассказывает о «небесных траншеях» и что ничто во Вселенной не проникало дальше второй (всего их 400). Далее он отводит главного героя на пункт наблюдения и сообщает ему его обязанности — при помощи специальных сканеров наблюдать за небом. Новобранец учится пользоваться этими сканерами и сосредотачивается на точке, которая кажется просто птицей, но с ужасом понимает, что это далек. Поднимается тревога, к этому далеку присоединяется множество других. Первый далек стреляет, экран окрашивается красным, после чего картинка пропадает.

## Производство
Весь эпизод был снят на студии Roath Lock 9 мая 2013 года. В эпизод было специально вставлена особая реплика — «всё отвратительное или неподходящее для детей, как, например, сам момент смерти, будет помечено красным» — являющаяся отсылкой к реальной практике канала Channel 4, который с сентября 1986 года по январь 1987 года помечал свои ночные показы красным треугольником.

## Издание на DVD и Blu-Ray
Эпизод доступен в качестве дополнительного контента на DVD и Blu-Ray с эпизодом «День Доктора», включая диск «Доктор Кто: Коллекционное издание к 50-летию сериала».